# Lalmonirhat
Lalmonirhat este un oraș din Bangladesh.